# 指武利遊戯
『指武利遊戯』（しぶりゆうぎ）は、『テックウィン』2003年4月号のコンテストパークにおいて金賞を受賞したアクションゲーム。サークル「裂斬」のダンによる2D格闘ツクール2nd.製作品である。

## 概要
ストーリーは格闘ゲーム「弾断打駄々DAN」シリーズの外伝に相当し、『弾断打駄々DAN』および『弾断打駄々DAN・Z』に登場する「指武利流拳法」の使い手邪北山が中国の「死舞裏衆」に戦いを挑んだとの報を受け、「指武利流道場」日本支部に所属する邪北山の弟子達が「死舞裏衆」の本拠地「死舞裏城」を目指すというものである。
ゲーム中に登場するアイテム「氣封石」は、集めることにより技の「熟練度」を上げて必殺技を強化することができる。また熟練度はパスワードによって次回のプレイに引き継ぐことが可能となっている。
作者であるダン（岩本三四郎）は、以前からアクションゲームを作りたいと考えていたものの制作する手段がなくあきらめていたところ、2D格闘ツクール2nd.の登場により実現が可能になったと述べている。苦労した点として2D格闘ツクール2nd.の機能的な制約をあげており、「ツールの性質上、少し無理があったかもしれ」ないが、「結構アクションゲームとして遊べる状態に完成させることができた」と述べている。

## キャラクター
陳念（CHIN NEN）
声 -南貴亮
「指武利流拳法」の師範代。26歳。平均的な性能のキャラクターとされる。
怜悧（Lei Lee）
声 -計名さや香
陳念の幼なじみ。「飛鷹拳」の使い手。20歳。スピードの速さが特徴のキャラクターであり、パワーと体力は少ない。
雷龍（Lei Long）
声 -篠塚未雄
陳念の兄弟子。「指武利流拳法」の師範代。29歳。コンボからの投げが強力なパワー系キャラクターであり、体力も多い。
鈴（Ling）
声 -計名さや香
邪北山の一人娘。「指武利流棍法」の達人。12歳。攻撃範囲の広さが特徴のキャラクターであり、移動スピードは遅い。

## 評価
コンテストパークでは、「格ゲーならではのオモシロさ」が加味されたアクションゲームと評価されており、また「誰でも遊べる難易度」となっており「初心者への配慮もお見事」と評されている。ただし作品の雰囲気について「テンションの低さが気になる」との指摘もあった。
ベクターの「新着ソフトレビュー」では、「ゲームシステム、グラフィック、ストーリー、どこを取っても文句なしの出来栄え」と評価されており、「実に完成度が高く、エキサイティングな格闘ゲーム」と評されている。
『Free Games』（晋遊舎）では、「軽快な動きが魅力の格闘アクション」として紹介され、「敵をまとめてなぎ倒す爽快感がたまらない」とされている。また「初心者でも気軽に遊べる」作品とされている。